# Oscar dos Santos Emboaba Júnior
Oscar dos Santos Emboaba Júnior (portuguès brasiler: [oskaʁ dusɐtus imboabɐ ʒũnioɾ]; nascut el 9 de setembre de 1991), conegut com a Oscar, és un futbolista brasiler que juga de migcampista ofensiu o davanter pel Shanghai SIPG de la Premier League i de la selecció del Brasil.
El 7 de maig de 2014 el seleccionador brasiler Luiz Felipe Scolari el va incloure a la llista final de 23 jugadors que representaran el Brasil a la Copa del Món de Futbol de 2014.